# Mercury-Atlas 5
Mercury-Atlas 5 – amerykański lot kosmiczny. Stanowił część programu Mercury. Jego „załogę” stanowił szympans imieniem Enos (5,5 roku, 17 kg). Po wystrzeleniu 29 listopada 1961 roku, okrążył dwukrotnie Ziemię, po czym kapsuła powrotna z szympansem opadła u wybrzeży Portoryko. Enos, po locie trwającym 3 godziny, 20 minut i 59 sekund, był w doskonałej kondycji. Lot stanowił zamknięcie przygotowań programu Mercury do załogowego lotu kosmicznego.

## Tło historyczne

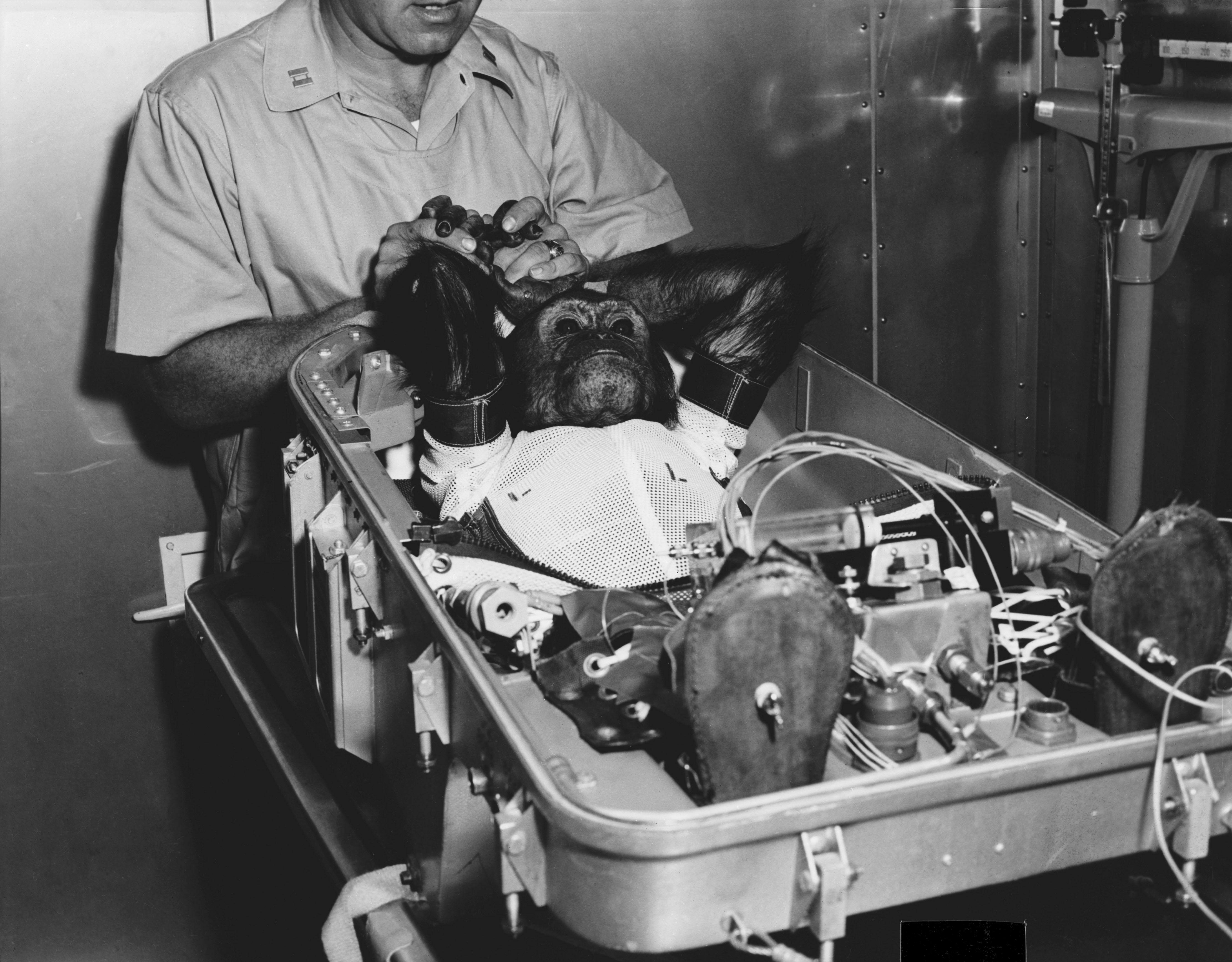
Enos w pojemniku-skafandrze

Program Mercury przewidywał przetestowanie załogowych kapsuł w lotach z szympansami, jednakże niektórzy wysoko postawieni pracownicy NASA sprzeciwiali się temu. Uważali, że naukowcy tracą czas na kolejną misję bezzałogową, podczas gdy Sowieci, do listopada 1961 roku, mieli za sobą już dwa załogowe loty kosmiczne (Wostok 1 i Wostok 2). Po wewnętrznych sporach, biuro prasowe NASA wydało oświadczenie, że „szefostwo Programu Mercury nalegało na wysłanie szympansa na orbitę, jako niezbędnego sprawdzianu całości projektu Mercury przed zaryzykowaniem lotu człowieka-astronauty”.

## Przygotowania
Przygotowania do lotu MA-5 zabrały 40 tygodni. Były to najdłuższe przygotowania w historii programu Mercury. Było to spowodowane zmianą profilu misji, co jakiś czas. Na początku miał być to lot suborbitalny bez jakiejkolwiek załogi, potem suborbitalny lot z szympansem, następnie lot bez jakiejkolwiek załogi trwający trzy okrążenia Ziemi, aż ostatecznie zdecydowano się na orbitalny lot z szympansem. Kapsuła nr 9 użyta w tym locie, została dostarczona na Przylądek Canaveral w dniu 24 lutego 1961 roku. 29 października 1961 roku do bazy na Przylądku Canaveral przywieziono trzy szympansy i 12 osób personelu medycznego, opiekunów małp.
29 listopada 1961 roku, około pięć godzin przed startem, Enos, wraz ze „skafandrem”, został umieszczony w statku Mercury. Podczas odliczania odbyły się różnorakie przerwy o łącznej długości 2 godzin i 38 minut.
Enos został wytrenowany w ten sposób, że w momencie zapalenia się światła sygnałowego przyciskał dźwignię. Osiągnięto to przy pomocy metody tresury zwierząt. Szympans przyciska dźwignię, z automatu wypada banan. Gdy dźwignię nie przycisnął w odpowiednim momencie, otrzymywał lekki wstrząs elektryczny. W ten sposób szympans miał nadawać sygnały radiowe do stacji nasłuchowych na Ziemi. Defekt aparatury spowodował, że za każdym razem gdy Enos przyciągał dźwignie otrzymywał elektryczny wstrząs.

## Planowany przebieg misji
MA-5 miał stanowić końcowy sprawdzań dorobku programu Mercury przed planowanym pierwszym amerykańskim załogowym lotem kosmicznym, misji Mercury-Atlas 6.
Mercury-Atlas 5 miał został wystrzelony ze stanowiska startowego 14 i lecieć na północny wschód kursem 72,51°. Wejście na orbitę miało nastąpić w odległości 722 km od Przylądka Canaveral. Statek miałby wtedy wysokość 161 km i prędkość 7832 m/s. Odpalenie silników hamujących planowano po 4 godzinach, 32 minutach i 26 sekundach od chwili startu – po wykonaniu trzech orbit. Wodowania statku spodziewano się po 21 minutach i 49 sekundach od odpalenia silników hamujących. Podczas powrotu przez atmosferę spodziewano się, że poszczególne części statku rozgrzeją się do temperatur:
- osłona termiczna ("spód" kapsuły) – 1650 °C
- osłony anten – 1095 °C
- sekcja stożkowa ("boki" kapsuły) – 682 °C
- sekcja cylindryczna – 582 °C

## Przebieg misji

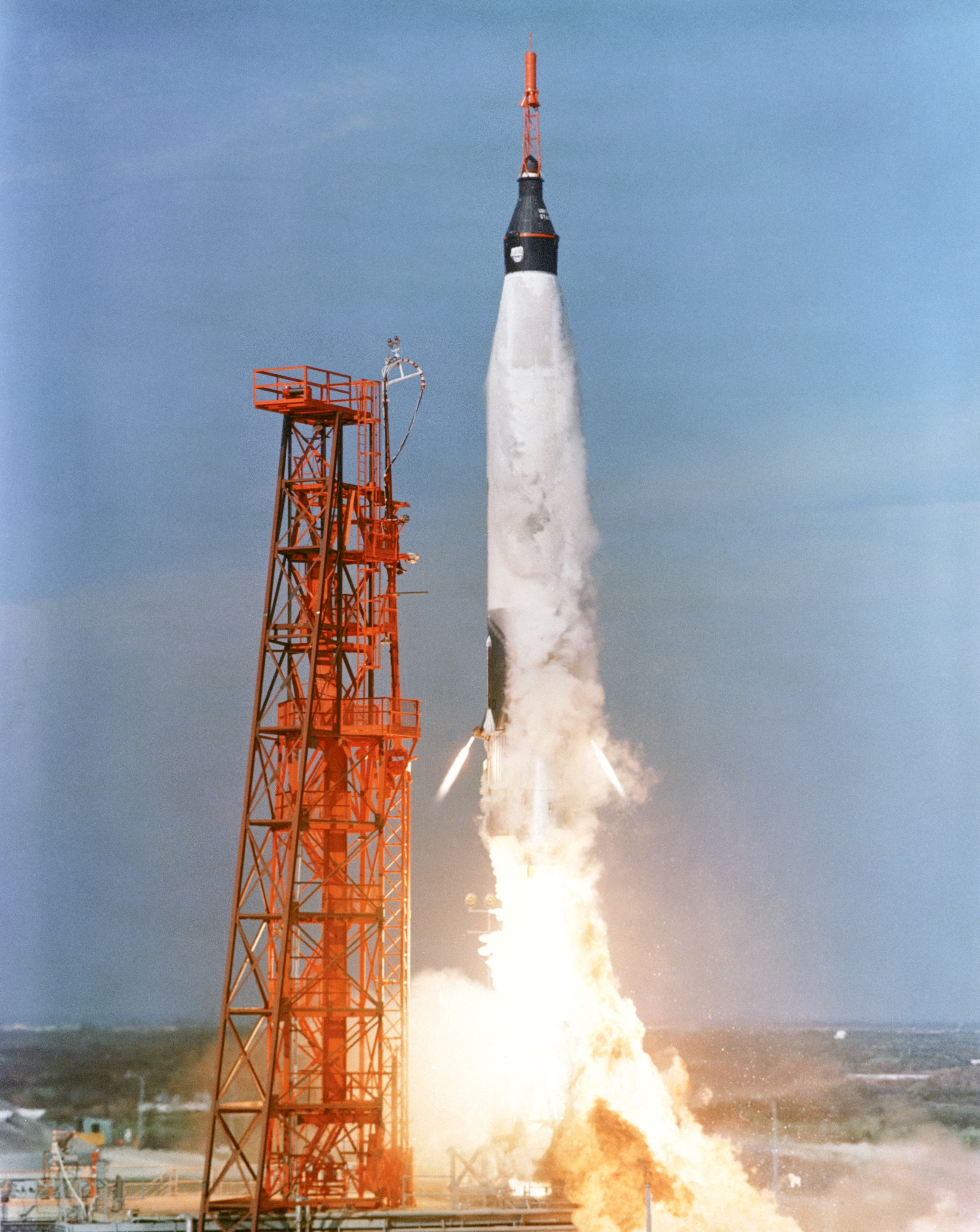
Start rakiety Atlas D do misji Mercury-Atlas 5

Start odbył się o godzinie 15:08 GMT. Rakieta Atlas D umieściła statek na orbicie o perygeum na wysokości 160 km i apogeum) 237 km. Obrót statkiem i wyrównanie lotu pochłonęły 2,7 kg z 27,9 kg paliwa napędu własnego statku (mniej niż MA-4 w tych samych manewrach).

### Pierwsze okrążenie
MA-5 wszedł na zakładaną orbitę o nachyleniu 34°. Utrzymanie właściwej pozycji statku podczas pierwszej orbity wymagało zużycia jedynie 0,7 kg paliwa.
Pod koniec pierwszej orbity kontrola naziemna zauważyła, że pokładowy zegar kapsuły spieszył się o 18 sekund. Podczas lotu nad Przylądkiem Canaveral wskazania zegara zostały skorygowane komendą radiową. Odbierane dane telemetryczne świadczyły o poprawnej pracy wszystkich układów statku.

### Drugie okrążenie

#### Problemy z falownikami
W czasie lotu nad Atlantykiem, oznaczającego drugie okrążenie Ziemi, statek-stacja śledząca odnotował wzrastającą temperaturę falownika – elementu elektrycznego. Usterkę układu kontroli środowiska potwierdziła stacja naziemna na Wyspach Kanaryjskich. Nadmierne grzanie się miało już miejsce we wcześniejszych misjach. Falowniki mogły pracować dalej lub zostać przełączone w tryb oczekiwania. Kontrola misji nie uznała tej usterki za poważną lub niebezpieczną, gdyż przyszły astronauta mógłby bez problemu zaradzić jej samemu, z pokładu kapsuły.

#### Usterka układu kontroli położenia
Gdy statek znajdował się nad Muchea, w Australii, odebrano sygnał odpalenia się silników i zmiany położenia kapsuły, co było sprzeczne z innymi wskazaniami świadczącymi o zachowaniu dotychczasowej orbity. Stacja naziemna w Woomera, również w Australii, potwierdziła jednak, że orbita statku jest nie zmieniona, więc odnotowane sygnały zignorowano.
Gdy MA-5 znalazł się nad stacją naziemną na wyspie Kanton, centrum kontroli lotu odkryło, że system kontroli położenia statku rzeczywiście nie działa poprawnie. Usterkę spowodował metalowy wiór w przewodzie paliwowym silniczków odpowiadających za obrót kapsuły w kierunku zgodnym z ruchem wskazówek zegara. Uszkodzony silniczek odchylał statek z kursu, po czym układ automatycznej stabilizacji przywracał statkowi poprzednie położenie. Do czasu odpalenia silników hamujących, cykl odchylenie-poprawka powtórzył się dziesięciokrotnie. Ostatni raz podczas procedury opuszczania orbity, nadając statkowi boczne przyspieszenie 0,49 m/s². Statek utrzymywał kurs dzięki pracy pozostałych silniczków manewrowych. Zużyły w tym celu 4,13 kg paliwa. Każda utrata położenia kosztowała około 450 g paliwa. Dla porównania, w czasie całej pierwszej orbity statek zużył 680 gramów paliwa.

#### Kolejny problem z temperaturą
W trakcie problemów z układem kontroli położenia nastąpiły dalsze kłopoty z utrzymaniem w statku właściwej temperatury. Temperatura w „skafandrze”-siedzisku małpy wzrosła z 18 do 26 °C. Winna temu była zła praca wymiennika ciepła. Pociągnęło to za sobą wzrost temperatury ciała Enosa, z 37,2 do 37,8 °C. Asystujący lekarze zaczęli martwić się o stan szympansa, jednak jego temperatura ciała ustabilizowała się na poziomie 38,1 °C, co wskazywało, że układ kontroli środowiska podjął normalną pracę.

### Skrócenie misji
Gdy statek znajdował się nad Hawajami, zbliżając się do końca drugiej orbity, obserwatorzy medyczni zezwolili na kontynuację lotu Enosa i wykonanie trzeciego okrążenia Ziemi. Przeciwni temu byli jednak inżynierzy martwiący się zużyciem paliwa. Obawiali się, że po trzeciej orbicie statek mógłby mieć za mało paliwa na kontrolę trajektorii w trakcie ponownego wejścia w atmosferę.
Dyrektor lotu, Christopher Kraft, kazał przygotować się kontrolerom ze stacji na Hawajach do rozpoczęcia procedury sprowadzenia statku na Ziemię. Do tej samej procedury mieli przygotować się też kontrolerzy ze stacji Point Arguello, w Kalifornii. Dyrektor pozwolił na dokończenie drugiej orbity. Dwanaście sekund przed osiągnięciem punktu przewidzianego do odpalenia silników hamujących i powrotu do atmosfery, Kraft zdecydował na sprowadzenie statku na Ziemię. Komendę wydano ze stacji w Point Arguello.

### Powrót i wodowanie
Procedura powrotu do atmosfery, prócz wspomnianego ostatniego odchylenia z kursu, przebiegała bez zakłóceń. W przewidywanym miejscu lądowania kapsuły, Stacji 8, oczekiwały niszczyciele USS Stormes i USS Compton, oraz samolot P5M. W 193. minucie lotu, na 19 minut przed dotknięciem powierzchni wody, samolot zauważył opadającą na spadochronach kapsułę. Znajdowała się ona wtedy na wysokości 1525 m. Załoga samolotu doniosła o tym oczekującym 48 km dalej niszczycielom. Lądowanie kapsuły nastąpiło około 410 km od Bermudów, u wybrzeży Portoryko. Odebrano sygnały dwóch z trzech radioboi znajdujących się na pokładzie kapsuły. Samolot krążył wokół opadającej kapsuły i meldował o przebiegu wodowania. Towarzyszył kapsule aż do przybycia niszczyciela USS Stormes, 75 minut po wylądowaniu. Załoga niszczyciela wciągnęła kapsułę na swój pokład linami (powodując pęknięcie bulaja włazu kapsuły). Tamże odstrzelono właz statku MA-5 i wydostano ze środka pasażera misji, szympansa Enosa.
Zarówno małpa jak i sama kapsuła ukończyli misję w bardzo dobrym stanie. Przebyli razem 81 902 km, z maksymalną prędkością 28 212 km/h. Największe odnotowane przyspieszenie wyniosło 7,7 g (74,5 m/s²).
Udany lot MA-5 dowiódł sprawności i przygotowania programu Mercury do przeprowadzenia załogowego lotu w kosmos. Kapsuła wytrzymała bez szwanku 8-krotnie dłużej występujące zjawiska przy hamowaniu i przejściu przez atmosferę w stosunku do lotów Sheparda i Grissoma. Jednak wady w systemie utrzymywania położenia kapsuły i nadmierny wzrost ciepłoty urządzeń elektrycznych spowodowały, iż start Glena definitywnie odłożono do roku 1962.
Kapsuła Mercury nr 9, użyta w misji MA-5, jest wystawiona w Museum of Life and Science w Durham, w Karolinie Północnej, w USA.